# Giannino Pieralisi Volley 2008-2009
Questa voce raccoglie le informazioni riguardanti il Giannino Pieralisi Volley nelle competizioni ufficiali della stagione 2008-2009.

## Stagione
La stagione 2008-09 è per il Giannino Pieralisi Volley, sponsorizzato dalla Monte Schiavo e Banca Marche, l'ottava consecutiva in Serie A1; in panchina viene chiamato il serbo Dragan Nešić, mentre nella rosa vengono confermate giocatrici come Chiara Negrini, Raffaella Calloni e Simona Rinieri: tra gli arrivi si segnalano quelli di Manon Flier, Tina Lipicer, Maja Ognjenović e Isabella Zilio, mentre tra le partenze quelle di Caroline Gattaz, Elisa Togut, Ramona Puerari e Marcelle Rodrigues.
Il campionato si apre con due vittorie consecutive, mentre la prima sconfitta arriva alla terza giornata contro il Volley Bergamoseguono quindi altri quattro successi di fila, per poi incappare in due stop; le ultime tre gare del girone di andata vedono la squadra di Jesi vincere per altre due volte, conquistando il quarto posto in classifica. Dopo la vittoria nella prima giornata del girone di ritorno, nelle successive quattro gare, la squadra arriva sempre al tie-break: segue quindi un periodo di risultati altalenanti che portano il club a terminare la regular season al quinto posto; nei quarti di finale dei play-off scudetto la sfida è contro la Futura Volley Busto Arsizio: dopo aver vinto gara 1, le marchigiane perdono le due successive venendo estromesse dalla corsa al titolo di campione d'Italia.
Tutte le società partecipanti alla Serie A1 2008-09 sono di diritto qualificate alla Coppa Italia; il Giannino Pieralisi Volley comincia il proprio cammino dalla prima fase dove vince la gara di andata ma perde quella di ritorno contro la Spes Conegliano, qualificandosi alla fase successiva per un maggior numero di set vinti: lo stesso accade anche negli ottavi di finale, quando a farne le spese è l'Asystel Volley. La sconfitta per 3-2 nei quarti di finale, inflitta dal club di Busto Arsizio, nega l'accesso alle semifinali.
Il quinto posto e l'uscita ai quarti di finale nella Serie A1 2007-08, permette alla società di partecipare alla Challenge Cup; il cammino del Giannino Pieralisi Jesi è netto, vincendo tutte le gare, sia di andata che di ritorno per tre a zero, eliminando in sequenza, nel secondo turno, lo Ženski Odbojkaški Klub Jedintsovo Brčko, nei sedicesimi di finale il Volejbalový Klub Slávia UK Bratislava, negli ottavi di finale il Clubul Sportiv Dinamo Bucareşti ed nei quarti di finale l'USSP Albi. Ottenuto il diritto di ospitare la Final Four in casa, la squadra di Jesi, supera in semifinale, per 3-1, il Volejbol'nyj klub Leningradka ed in finale, per 3-0, il Panathinaikos Athlitikos Omilos, aggiudicandosi il primo trofeo della sua storia.

## Organigramma societario
Area direttiva
- Presidente: Gennaro Pieralisi

Area tecnica
- Allenatore: Dragan Nešić
- Allenatore in seconda: Marco Gaspari
- Scout man: Raffaele Romagnoli

Area sanitaria
- Medico: Daniele Lenti
- Preparatore atletico: Lorenzo Pistoli
- Fisioterapista: Gianni Serrani

## Rosa
| N° | Nome               | Ruolo | Data di nascita   | Nazionalità sportiva |
| -- | ------------------ | ----- | ----------------- | -------------------- |
| 1  | Maja Ognjenović    | P     | 6 agosto 1984     | Serbia               |
| 2  | Dania Capponi      | S/O   | 1991              | Italia               |
| 3  | Alessia Travaglini | C     | 10 aprile 1988    | Italia               |
| 5  | Moira Cerioni      | P     | 27 settembre 1977 | Italia               |
| 6  | Martina Mataloni   | L     | 1º settembre 1988 | Italia               |
| 7  | Chiara Negrini     | S     | 27 aprile 1979    | Italia               |
| 8  | Simona Rinieri     | S     | 1º settembre 1977 | Italia               |
| 9  | Heather Bown       | C     | 29 aprile 1978    | Stati Uniti          |
| 10 | Isabella Zilio     | L     | 5 marzo 1983      | Italia               |
| 11 | Tina Lipicer       | S     | 9 ottobre 1979    | Slovenia             |
| 12 | Manon Flier        | S/O   | 8 febbraio 1984   | Paesi Bassi          |
| 13 | Raffaella Calloni  | C     | 4 maggio 1983     | Italia               |
| 14 | Ivana Kamenjarin   | S     | 2 febbraio 1986   | Croazia              |

## Mercato
| Acquisti | Acquisti           | Acquisti      | Acquisti   |
| R.       | Nome               | da            | Modalità   |
| -------- | ------------------ | ------------- | ---------- |
| S/O      | Dania Capponi      | ?             | definitivo |
| P        | Moira Cerioni      | Castelfidardo | definitivo |
| S/O      | Manon Flier        | Martinus      | definitivo |
| S        | Ivana Kamenjarin   | Rijeka        | definitivo |
| S        | Tina Lipicer       | CSKA Mosca    | definitivo |
| L        | Martina Mataloni   | Santa Croce   | definitivo |
| P        | Maja Ognjenović    | Metal Galați  | definitivo |
| C        | Alessia Travaglini | AICS Forlì    | definitivo |
| L        | Isabella Zilio     | CAV Murcia    | definitivo |

| Cessioni | Cessioni           | Cessioni         | Cessioni   |
| R.       | Nome               | a                | Modalità   |
| -------- | ------------------ | ---------------- | ---------- |
| C        | Giulia Bartolini   | ?                | definitivo |
| L        | Valentina Bedin    | Valsugana Padova | definitivo |
| P        | Darya Chmil        | -                | ritirata   |
| C        | Caroline Gattaz    | Rio de Janeiro   | definitivo |
| S        | Diana Marc         | Life Milano      | definitivo |
| S        | Irene Padua        | Life Milano      | definitivo |
| L        | Ramona Puerari     | Chieri           | definitivo |
| P        | Marcelle Rodrigues | Zareč'e Odincovo | definitivo |
| S/O      | Elisa Togut        | Sirio Perugia    | definitivo |

## Risultati

### Serie A1

#### Girone di andata
| 1ª giornata - 12 ottobre 2008 Palasport Città di Vicenza, Vicenza | Vicenza            | 2 - 3 | Giannino Pieralisi | 25-23, 23-25, 25-23, 20-25, 5-15  |
| 2ª giornata - 19 ottobre 2008 PalaTriccoli, Jesi                  | Giannino Pieralisi | 3 - 0 | Santeramo          | 25-16, 25-13, 25-13               |
| 3ª giornata - 26 ottobre 2008 PalaNorda, Bergamo                  | Bergamo            | 3 - 2 | Giannino Pieralisi | 25-19, 23-25, 25-19, 25-27, 15-9  |
| 4ª giornata - 2 novembre 2008 PalaEvangelisti, Perugia            | Sirio Perugia      | 1 - 3 | Giannino Pieralisi | 25-23, 16-25, 12-25, 13-25        |
| 5ª giornata - 9 novembre 2008 PalaTriccoli, Jesi                  | Giannino Pieralisi | 3 - 1 | Asystel            | 25-23, 22-25, 25-20, 25-22        |
| 6ª giornata - 16 novembre 2008 PalaMaddalene, Chieri              | Chieri             | 1 - 3 | Giannino Pieralisi | 20-25, 26-24, 21-25, 22-25        |
| 7ª giornata - 22 novembre 2008 PalaTriccoli, Jesi                 | Giannino Pieralisi | 3 - 1 | Castellana Grotte  | 25-20, 21-25, 25-16, 25-16        |
| 8ª giornata - 30 novembre 2008 PalaRavizza, Pavia                 | Pavia              | 2 - 3 | Giannino Pieralisi | 19-25, 25-23, 21-25, 25-15, 10-15 |
| 9ª giornata - 4 dicembre 2008 PalaTriccoli, Jesi                  | Giannino Pieralisi | 1 - 3 | Robursport Pesaro  | 18-25, 26-28, 25-21, 18-25        |
| 10ª giornata - 14 dicembre 2008 Carisport, Cesena                 | Cesena             | 3 - 1 | Giannino Pieralisi | 19-25, 25-17, 25-23, 25-22        |
| 11ª giornata - 21 dicembre 2008 PalaTriccoli, Jesi                | Giannino Pieralisi | 3 - 1 | Spes Conegliano}   | 23-25, 33-31, 25-19, 25-20        |
| 12ª giornata - 26 dicembre 2008 PalaTriccoli, Jesi                | Giannino Pieralisi | 3 - 0 | Sassuolo           | 25-20, 25-14, 26-24               |
| 13ª giornata - 6 gennaio 2009 PalaYamamay, Busto Arsizio          | Busto Arsizio      | 3 - 2 | Giannino Pieralisi | 25-22, 25-20, 20-25, 22-25, 15-12 |

#### Girone di ritorno
| 14ª giornata - 11 gennaio 2009 PalaTriccoli, Jesi                | Giannino Pieralisi | 3 - 0 | Vicenza            | 25-17, 25-15, 25-16               |
| 15ª giornata - 18 gennaio 2009 PalaCooper, Santeramo in Colle    | Santeramo          | 3 - 2 | Giannino Pieralisi | 18-25, 25-13, 8-25, 25-17, 15-13  |
| 16ª giornata - 25 gennaio 2009 PalaTriccoli, Jesi                | Giannino Pieralisi | 3 - 2 | Bergamo            | 16-25, 25-18, 17-25, 25-21, 16-14 |
| 17ª giornata - 2 febbraio 2009 PalaTriccoli, Jesi                | Giannino Pieralisi | 3 - 2 | Sirio Perugia      | 25-19, 25-20, 17-25, 19-25, 15-13 |
| 18ª giornata - 15 febbraio 2009 Sporting Palace, Novara          | Asystel            | 3 - 2 | Giannino Pieralisi | 26-28, 22-25, 25-18, 25-18, 15-12 |
| 19ª giornata - 21 febbraio 2009 PalaTriccoli, Jesi               | Giannino Pieralisi | 0 - 3 | Chieri             | 21-25, 22-25, 20-25               |
| 20ª giornata - 1º marzo 2009 PalaGrotte, Castellana Grotte       | Castellana Grotte  | 1 - 3 | Giannino Pieralisi | 23-25, 19-25, 25-20, 24-26        |
| 21ª giornata - 7 marzo 2009 PalaTriccoli, Jesi                   | Giannino Pieralisi | 3 - 1 | Pavia              | 25-19, 21-25, 25-18, 25-23        |
| 22ª giornata - 17 marzo 2009 PalaDionigi, Sant'Angelo in Lizzola | Robursport Pesaro  | 3 - 0 | Giannino Pieralisi | 25-17, 25-22, 25-21               |
| 23ª giornata - 22 marzo 2009 PalaTriccoli, Jesi                  | Giannino Pieralisi | 3 - 2 | Cesena             | 20-25, 25-19, 20-25, 25-16, 15-12 |
| 24ª giornata - 29 marzo 2009 Zoppas Arena, Conegliano            | Spes Conegliano}   | 2 - 3 | Giannino Pieralisi | 22-25, 24-26, 25-21, 25-17, 10-15 |
| 25ª giornata - 5 aprile 2009 PalaPaganelli, Sassuolo             | Sassuolo           | 3 - 1 | Giannino Pieralisi | 25-22, 16-25, 25-23, 25-17        |
| 26ª giornata - 11 aprile 2009 PalaTriccoli, Jesi                 | Giannino Pieralisi | 1 - 3 | Busto Arsizio      | 23-25, 25-21, 16-25, 33-35        |

#### Play-off scudetto
| Quarti di finale (gara 1) - 15 aprile 2009 PalaTriccoli, Jesi         | Giannino Pieralisi | 3 - 2 | Busto Arsizio      | 23-25, 21-25, 25-20, 25-23, 15-11 |
| Quarti di finale (gara 2) - 17 aprile 2009 PalaYamamay, Busto Arsizio | Busto Arsizio      | 3 - 1 | Giannino Pieralisi | 27-25, 26-28, 25-19, 25-17        |
| Quarti di finale (gara 3) - 20 aprile 2009 PalaYamamay, Busto Arsizio | Busto Arsizio      | 3 - 2 | Giannino Pieralisi | 24-26, 25-20, 25-22, 23-25, 15-7  |

### Coppa Italia

#### Fase a eliminazione diretta
| Prima fase (andata) - 22 ottobre 2008 Zoppas Arena, Conegliano        | Spes Conegliano}   | 1 - 3 | Giannino Pieralisi | 19-25, 26-24, 20-25, 16-25        |
| Prima fase (ritorno) - 29 ottobre 2008 PalaTriccoli, Jesi             | Giannino Pieralisi | 2 - 3 | Spes Conegliano}   | 25-21, 27-29, 19-25, 25-16, 12-15 |
| Ottavi di finale (andata) - 19 novembre 2008 PalaTriccoli, Jesi       | Giannino Pieralisi | 3 - 0 | Asystel            | 25-21, 25-22, 25-19               |
| Ottavi di finale (ritorno) - 26 novembre 2008 Sporting Palace, Novara | Asystel            | 3 - 1 | Giannino Pieralisi | 24-26, 25-22, 25-18, 25-15        |
| Quarti di finale - 6 febbraio 2009 PalaSele, Eboli                    | Giannino Pieralisi | 2 - 3 | Busto Arsizio      | 28-26, 19-25, 21-25, 25-22, 16-18 |

### Challenge Cup

#### Fase a eliminazione diretta
| Secondo turno (andata) - 5 novembre 2008 PalaTriccoli, Jesi                        | Giannino Pieralisi | 3 - 0 | Jedinstvo Brčko    | 25-13, 25-16, 25-16        |
| Secondo turno (ritorno) - 12 novembre 2008 Sportska Dvorana Magnet, Brčko          | Jedinstvo Brčko    | 0 - 3 | Giannino Pieralisi | 13-25, 14-25, 8-25         |
| Sedicesimi di finale (andata) - 10 dicembre 2008 Športová hala Mladosť, Bratislava | Slávia Bratislava  | 0 - 3 | Giannino Pieralisi | 17-25, 9-25, 17-25         |
| Sedicesimi di finale (ritorno) - 17 dicembre 2008 PalaTriccoli, Jesi               | Giannino Pieralisi | 3 - 0 | Slávia Bratislava  | 25-12, 25-20, 25-14        |
| Ottavi di finale (andata) - 14 gennaio 2009 Grigorescu Sports Hall, Bucarest       | Dinamo Bucarest    | 0 - 3 | Giannino Pieralisi | 28-30, 19-25, 21-25        |
| Ottavi di finale (ritorno) - 21 gennaio 2009 PalaTriccoli, Jesi                    | Giannino Pieralisi | 3 - 0 | Dinamo Bucarest    | 25-21, 25-12, 25-19        |
| Quarti di finale (andata) - 12 febbraio 2009 PalaTriccoli, Jesi                    | Giannino Pieralisi | 3 - 0 | USSP Albi          | 25-14, 25-20, 25-19        |
| Quarti di finale (ritorno) - 18 febbraio 2009 COSEC, Albi                          | USSP Albi          | 0 - 3 | Giannino Pieralisi | 21-25, 19-25, 21-25        |
| Semifinali - 14 marzo 2009 PalaTriccoli, Jesi                                      | Giannino Pieralisi | 3 - 1 | Leningradka        | 25-22, 22-25, 25-20, 27-25 |
| Finale - 15 marzo 2009 PalaTriccoli, Jesi                                          | Giannino Pieralisi | 3 - 0 | Panathīnaïkos      | 25-20, 22-20, 25-13        |

## Statistiche

### Statistiche di squadra
| Competizione  | Punti | In casa | In casa | In casa | In trasferta | In trasferta | In trasferta | Totale | Totale | Totale |
| Competizione  | Punti | G       | V       | P       | G            | V            | P            | G      | V      | P      |
| ------------- | ----- | ------- | ------- | ------- | ------------ | ------------ | ------------ | ------ | ------ | ------ |
| Serie A1      | 46    | 14      | 11      | 3       | 15           | 6            | 9            | 29     | 17     | 12     |
| Coppa Italia  | -     | 2       | 1       | 1       | 2            | 1            | 1            | 5      | 2      | 3      |
| Challenge Cup | -     | 4       | 4       | 0       | 4            | 4            | 0            | 10     | 10     | 0      |
| Totale        | -     | 20      | 16      | 4       | 21           | 11           | 10           | 44     | 29     | 15     |

G = partite giocate; V = partite vinte; P = partite perse

### Statistiche dei giocatori
| H. Bown       | 25 | 369 | 293 | 68 | 8  | 5 | 73 | 59 | 9  | 5 | Statistiche assenti | Statistiche assenti |
| R. Calloni    | 29 | 302 | 192 | 93 | 17 | 5 | 44 | 28 | 14 | 2 | Statistiche assenti | Statistiche assenti |
| D. Capponi    | 1  | 0   | 0   | 0  | 0  | 1 | 6  | 6  | 0  | 0 | Statistiche assenti | Statistiche assenti |
| M. Cerioni    | 16 | 4   | 2   | 1  | 1  | 3 | 0  | 0  | 0  | 0 | Statistiche assenti | Statistiche assenti |
| M. Flier      | 29 | 455 | 379 | 37 | 40 | 5 | 78 | 66 | 8  | 4 | Statistiche assenti | Statistiche assenti |
| I. Kamenjarin | 8  | 2   | 2   | 0  | 0  | 1 | 0  | 0  | 0  | 0 | Statistiche assenti | Statistiche assenti |
| T. Lipicer    | 13 | 50  | 45  | 3  | 2  | 1 | 1  | 1  | 0  | 0 | Statistiche assenti | Statistiche assenti |
| M. Mataloni   | 11 | -   | -   | -  | -  | 1 | -  | -  | -  | - | Statistiche assenti | Statistiche assenti |
| C. Negrini    | 26 | 281 | 255 | 11 | 15 | 5 | 48 | 41 | 2  | 5 | Statistiche assenti | Statistiche assenti |
| M. Ognjenović | 28 | 105 | 55  | 38 | 13 | 5 | 15 | 8  | 4  | 3 | Statistiche assenti | Statistiche assenti |
| S. Rinieri    | 29 | 542 | 481 | 43 | 19 | 5 | 89 | 75 | 10 | 4 | Statistiche assenti | Statistiche assenti |
| A. Travaglini | 9  | 19  | 6   | 10 | 3  | 2 | 5  | 1  | 3  | 1 | Statistiche assenti | Statistiche assenti |
| I. Zilio      | 23 | -   | -   | -  | -  | 4 | -  | -  | -  | - | Statistiche assenti | Statistiche assenti |

P = presenze; PT = punti totali; AV = attacchi vincenti; MV = muri vincenti; BV = battute vincenti